# مجموعه چگال

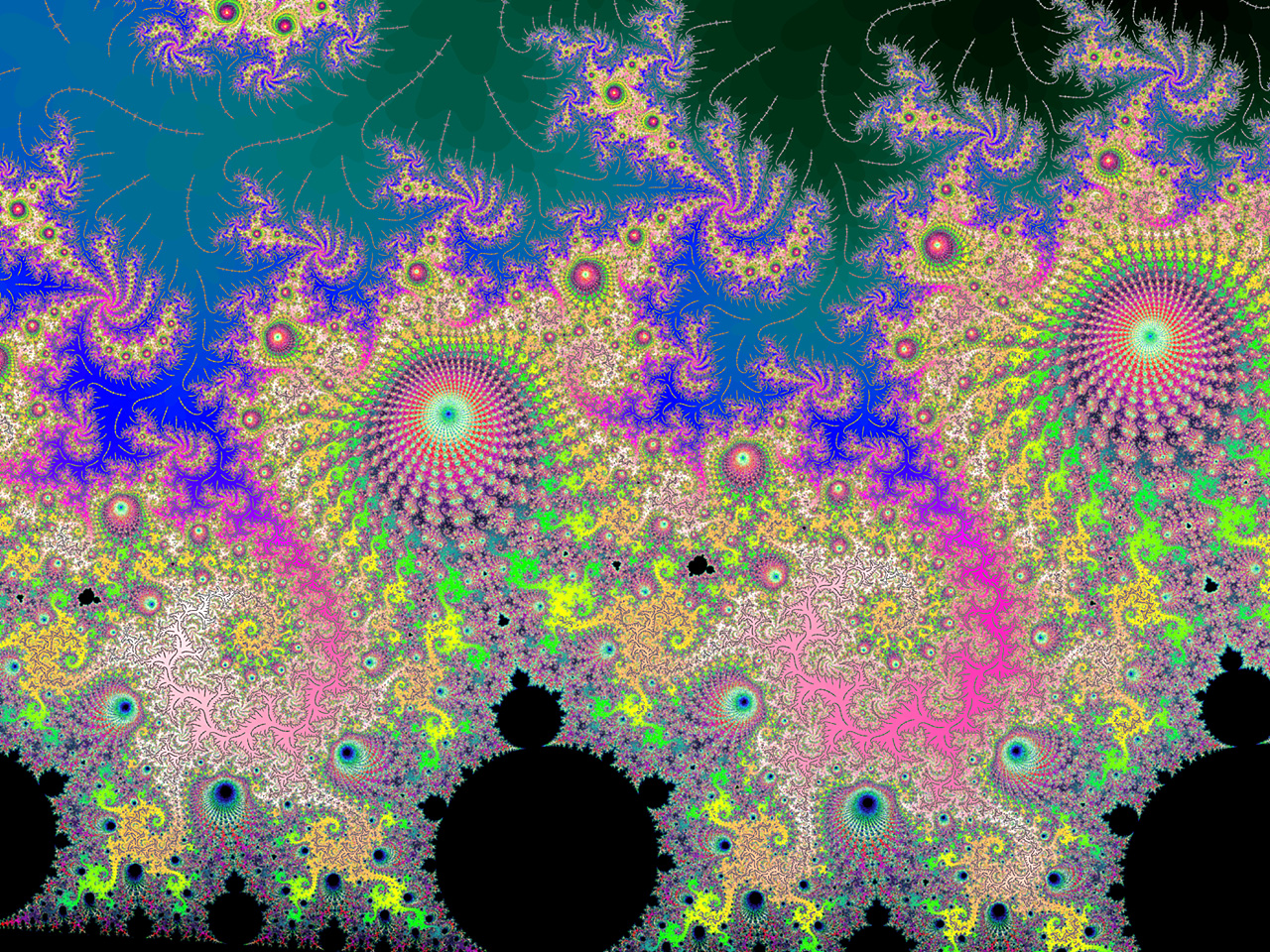
این تصویر نمونه‌ای از مجموعه مندلبرو را نشان می‌دهد که با استفاده از نرم‌افزارهای مندلبروت و فتوشاپ پردازش شده است. رشته‌های مویی شکل به‌طور جداگانه با روش برآورد فاصله محاسبه و روی تصویر اصلی اضافه شده‌اند. عرض مرز 0.05 پیکسل است. تصویر با ابعاد 4426 در 3318 پیکسل محاسبه شده است، با مرکز مختصات \((-1.74736852, 0.00473218)\) و بزرگنمایی \(9.77119 \times 10^5\). حداکثر مقدار توقف 32765 و شعاع فرار 2 در نظر گرفته شده است. بخش‌هایی که به حداکثر مقدار توقف رسیده بودند، با استفاده از شتاب‌دهنده Mariani/Silver بازپردازش شدند، زیرا روش Sherman contour crawler نتوانسته بود برخی مقادیر ایزوله توقف را شناسایی کند. در نهایت، اصلاحات جزئی مختلفی با فتوشاپ اعمال شده است.

در توپولوژی و زمینه‌های مرتبط ریاضیات، یک زیر مجموعه A از فضای توپولوژیکی X چگال (در X) نامیده می‌شود اگر، به طور شهودی، هر نقطه در X بتواند به خوبی توسط نقاط A تقریب شود. به بیانی رسمی، A در X چگال است اگر برای هر نقطهٔ x از X، هر همسایگی از x شامل حداقل یک نقطه از A باشد.
به طور معادل، A در X چگال است اگر تنها زیر مجموعهٔ بستهٔ X شامل A، خود X باشد. همچنین می‌توان این مطلب را اینگونه بیان کرد که X بستار A است یا اینکه دامنهی مکمل A تهی است.
یک تعریف مشابه در فضای متریک اینست: مجموعهٔ A در فضای متریک X چگال است اگر هر x در X حد دنباله‌ای از اعضای A باشد. یک فضای توپولوژیک جدایی پذیر(separable ) نامیده میشود اگر یک زیر مجموعه شمارای چگال داشته باشد. مجموعه اعداد حقیقی دارای زیر مجموعه چگال شمارش پذیر که همان مجموعه اعداد گویا ست ، میباشد. اگر x یک فضای نرمدار جدایی پذیر باشد، هر زیر مجموعه از آن و هر زیر فضای آن جدایی پذیر است.

## مثال‌ها
- هر فضای توپولوژیکی در خودش چگال است.
- در اعداد حقیقی با توپولوژی معمول (متر معمول) مجموعه‌های اعداد گویا و اعداد گنگ ، زیرمجموعه‌های چگال آن هستند.
- فضای متریک M در تکمیل شدهٔ خودش {\displaystyle \gamma M} چگال است.

فرض کنید X یک فضای توپولوژیک(topological space) باشد. در اینصورت مجموعه Y را در X چگال(dense) می‌گویند هرگاه Y زیر مجموعه‌ای از X بوده و Cl(Y)= X، یعنی مجموعه بستار Y با X برابر باشد.
در اینحالت: اگر Y زیر مجموعه‌ای شمارا از X باشد آنگاه X را مجموعه‌ای جدایی پذیر (seperable) می‌نامند.